# 鳥栖八剱社
鳥栖八剱社（とりすはっけんしゃ）は愛知県名古屋市南区にある神社。

## 概要
創建時期は不明。境内全域が古墳となっている。
かつて同区に存在した松巨島の北西側にある。舟で渡る時、野並方面から鳥栖八剱社を目指した。

## 鳥栖八剱社古墳

### 規模と構造
前方後円墳だが前方部が小さい帆立貝式古墳で、自然の丘陵を利用して二段に築成されている。全長60メートル、後円部の直径約45メートル、墳高約3.5メートル、後円部東側の低くなった部分に幅30メートル、長さ18メートルの前方部があったとされるが、前方部は目視ではわからない状態で、円墳状に見える。また、かつては墳丘斜面にチャートの小礫が見られ、葺石であった可能性が指摘されている。
墳頂部は八剱社を置くために削られている。発掘調査は行われておらず内部主体は不明。かつて墳丘部から土師器が出土している。

## 交通アクセス
- 名古屋市営地下鉄桜通線 鶴里駅より徒歩で約5分。